# 高望界乡
高望界乡，是中华人民共和国湖南省湘西土家族苗族自治州古丈县下辖的一个乡镇级行政单位。

## 行政区划
高望界乡下辖以下地区：
高望界社区、高望界村、葫芦坪村、石门寨村、烂泥池村、焦坪村、公洋坪村、麻溪村和岩坨村。